# Саммит G-20 в Эр-Рияде (2020)
Саммит G-20 в Эр-Рияде — 15-я встреча лидеров государств и Европейского союза, входящих в «Большую двадцатку» (G-20). Он должен был состояться в Эр-Рияде, столице Саудовской Аравии, 21—22 ноября 2020 года. Однако из-за пандемии COVID-19 он был проведён в режиме видеоконференции.

## Участники саммита

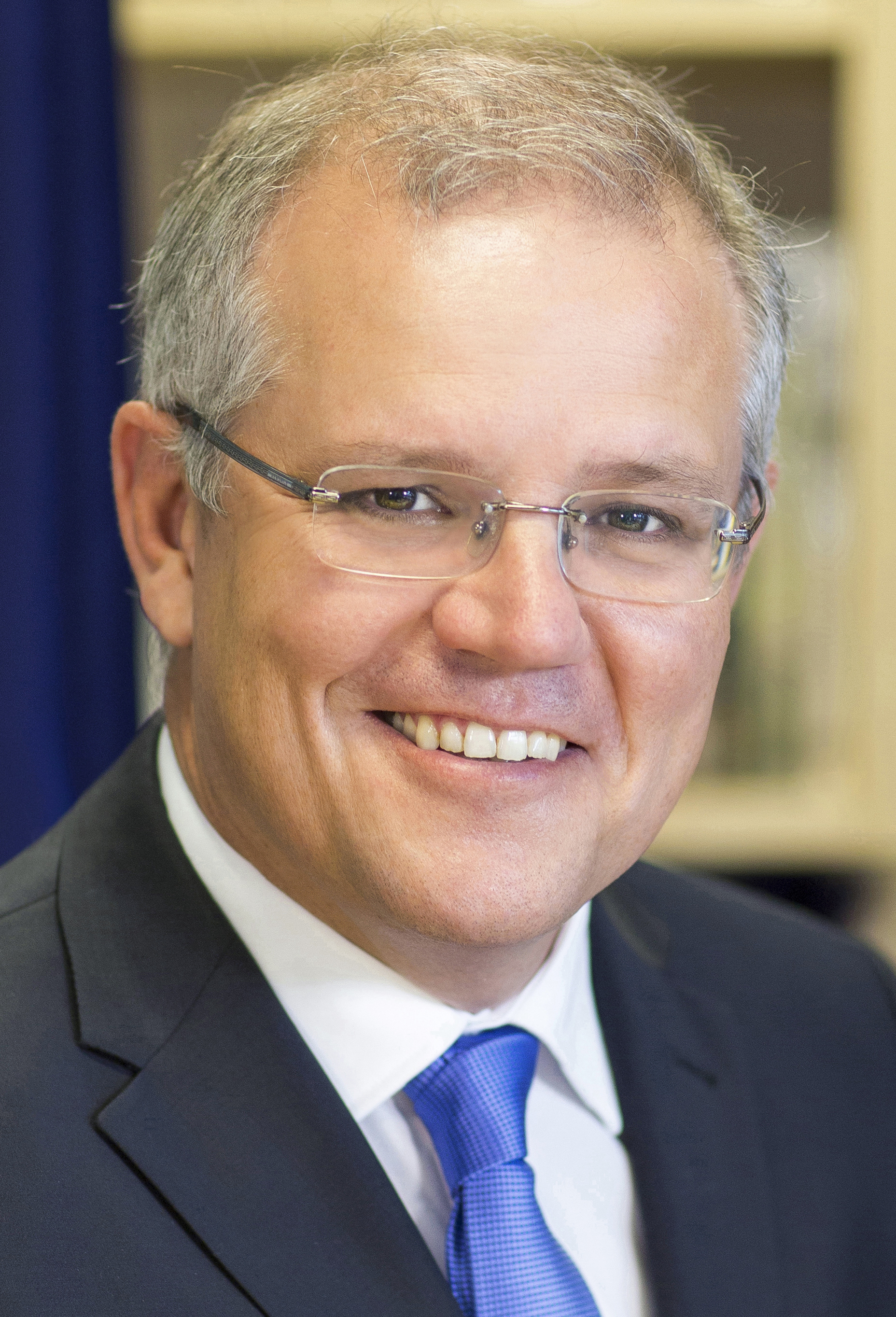
Австралия Скотт Моррисон, Премьер-министр
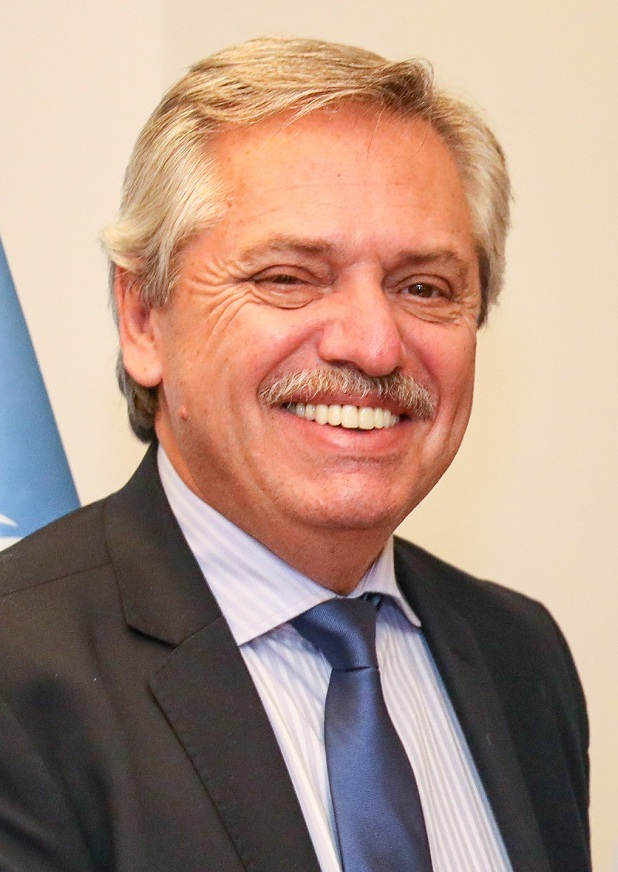
Аргентина Альберто Фернандес, Президент
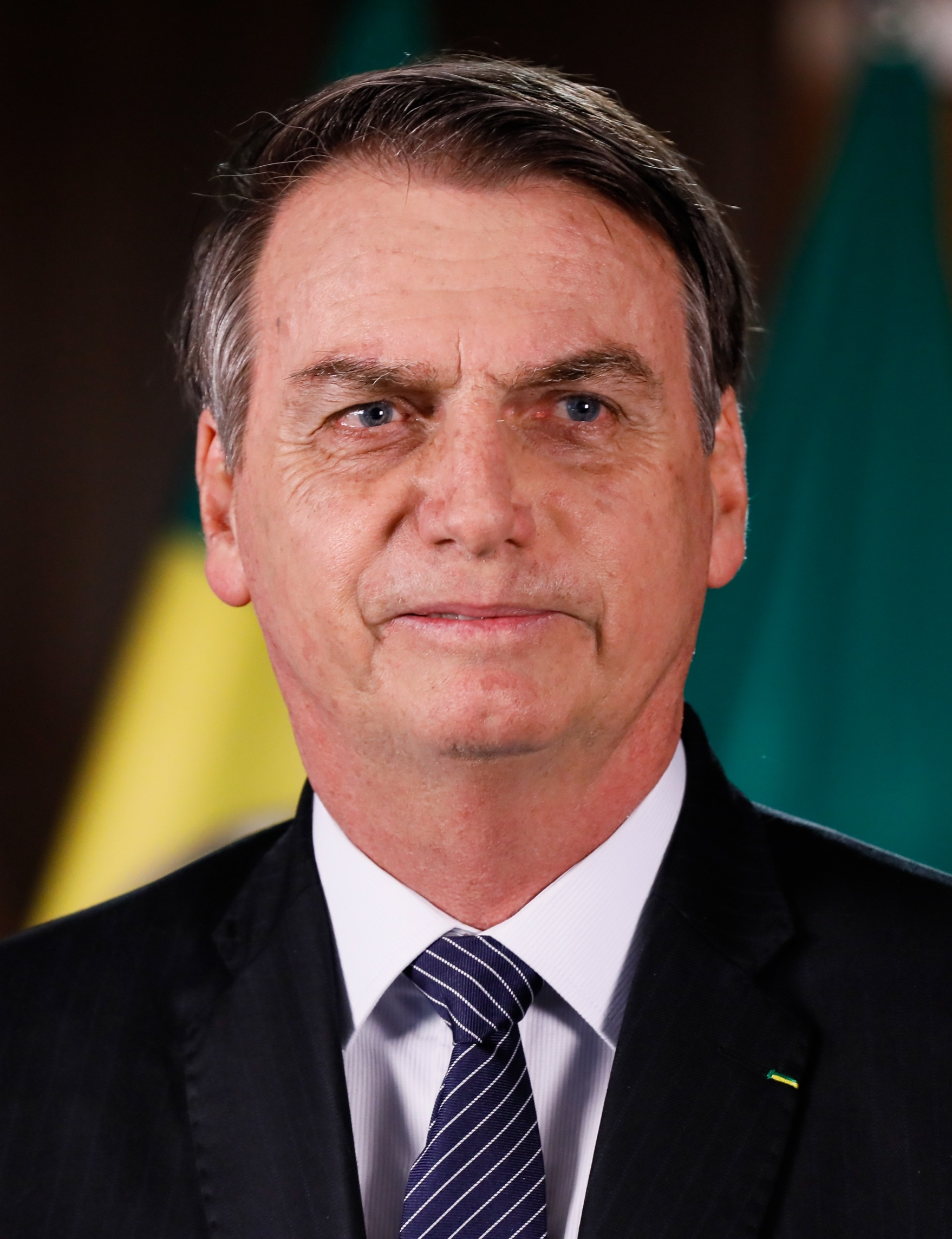
Бразилия Жаир Болсонару, Президент
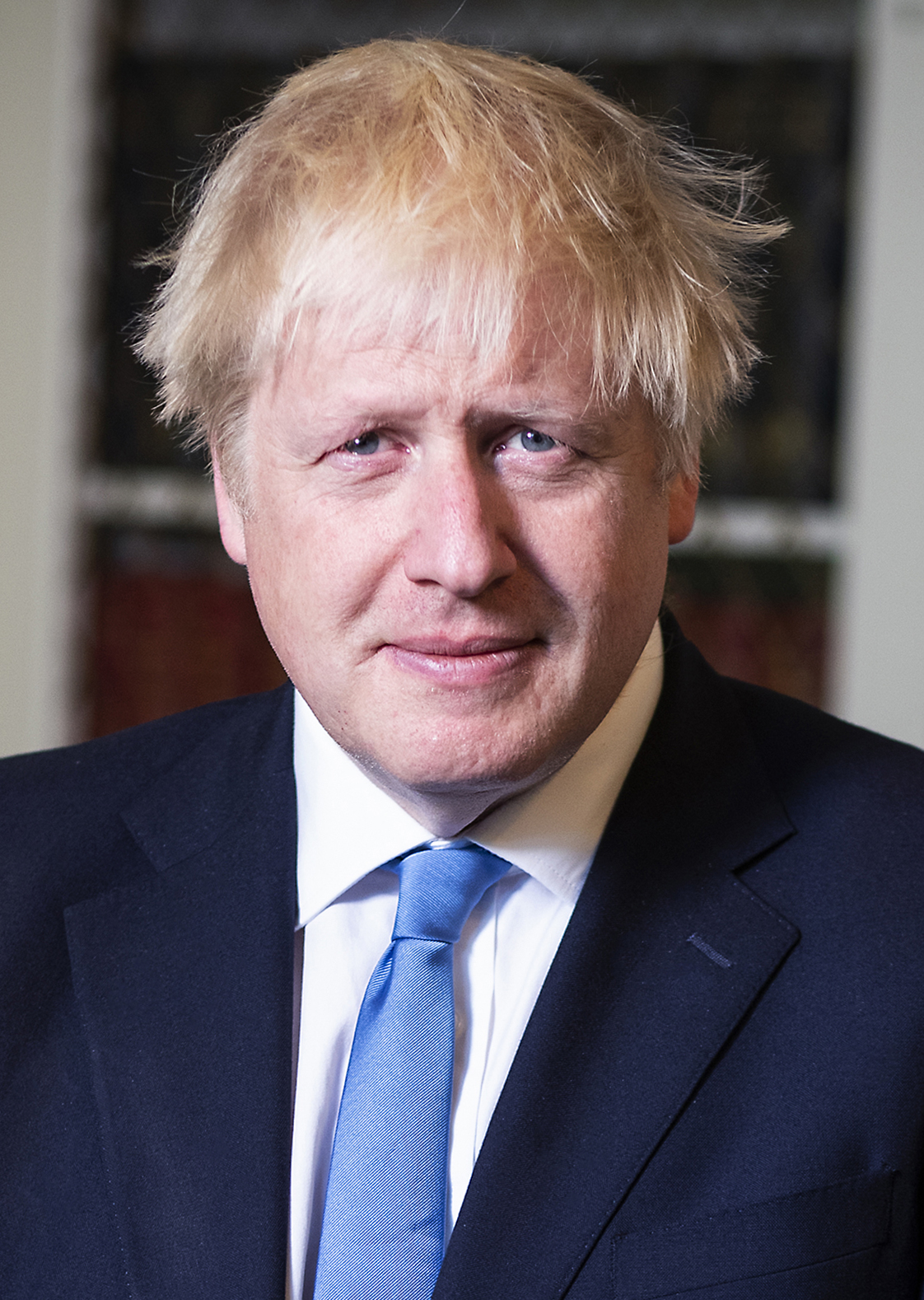
Великобритания Борис Джонсон, Премьер-министр
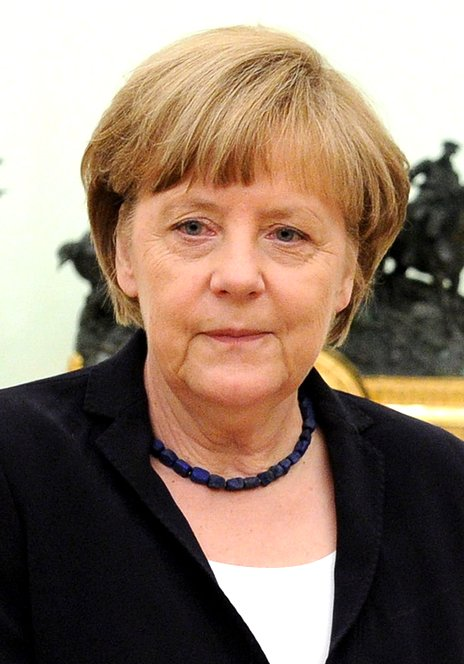
Германия Ангела Меркель, Канцлер
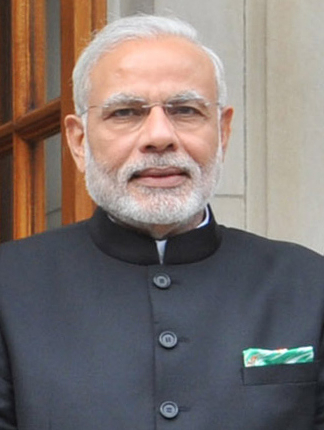
Индия Нарендра Моди, Премьер-министр
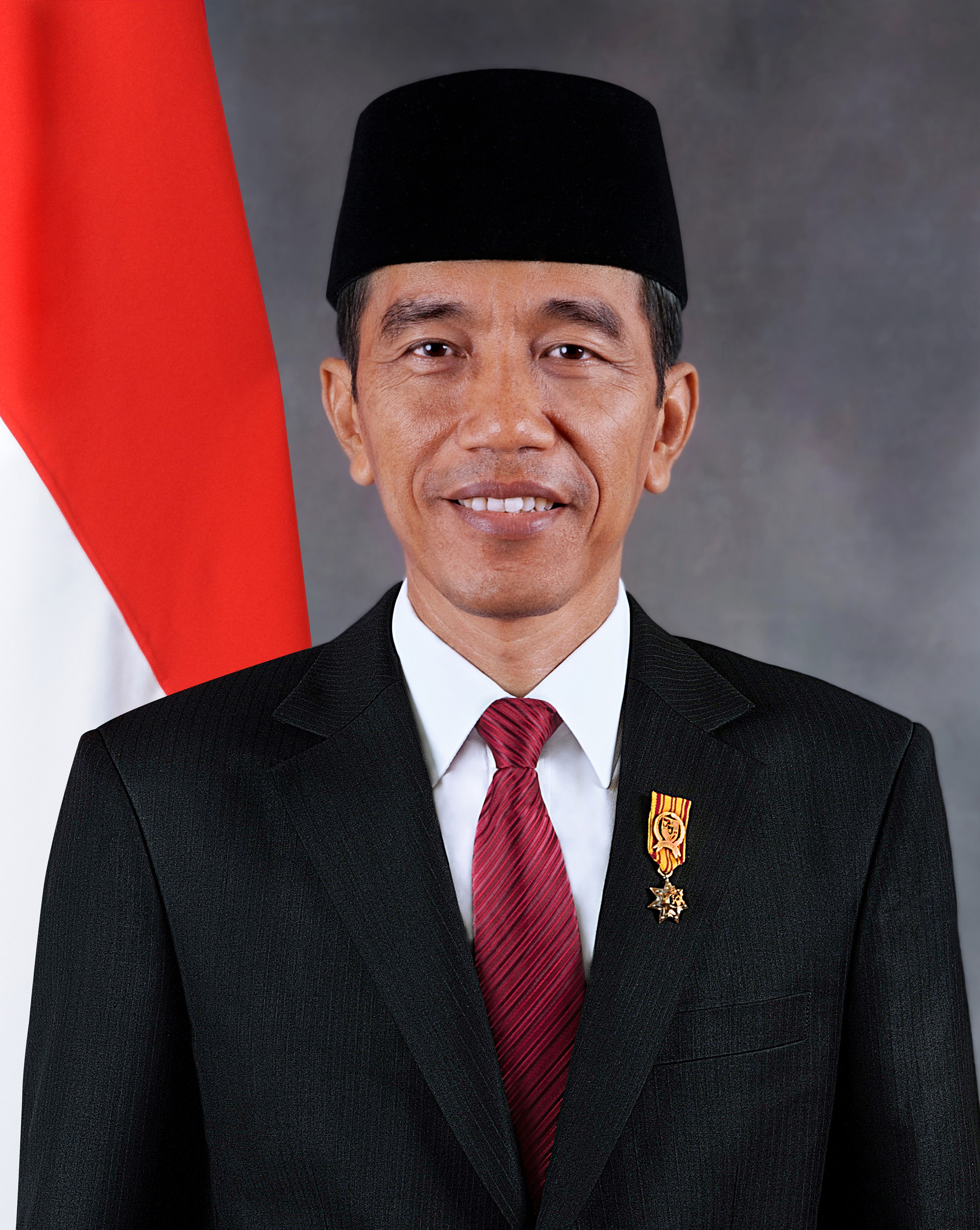
Индонезия Джоко Видодо, Президент
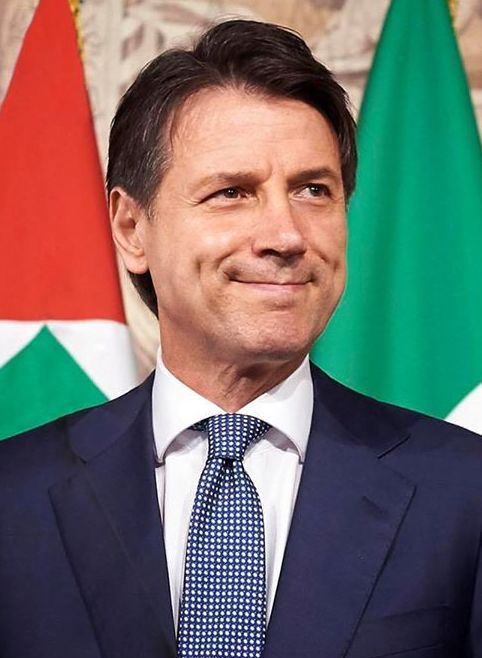
Италия Джузеппе Конте, Премьер-министр
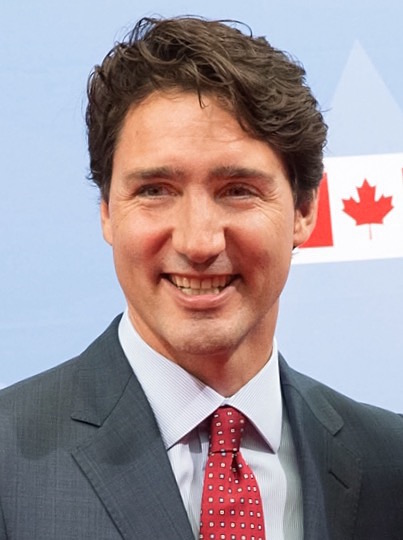
Канада Джастин Трюдо, Премьер-министр
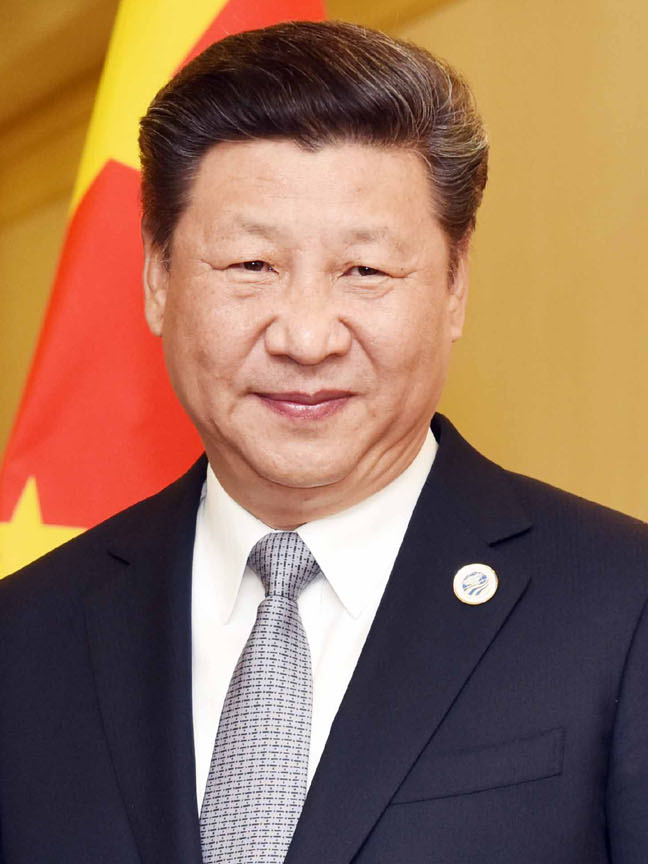
Китай Си Цзиньпин, Председатель
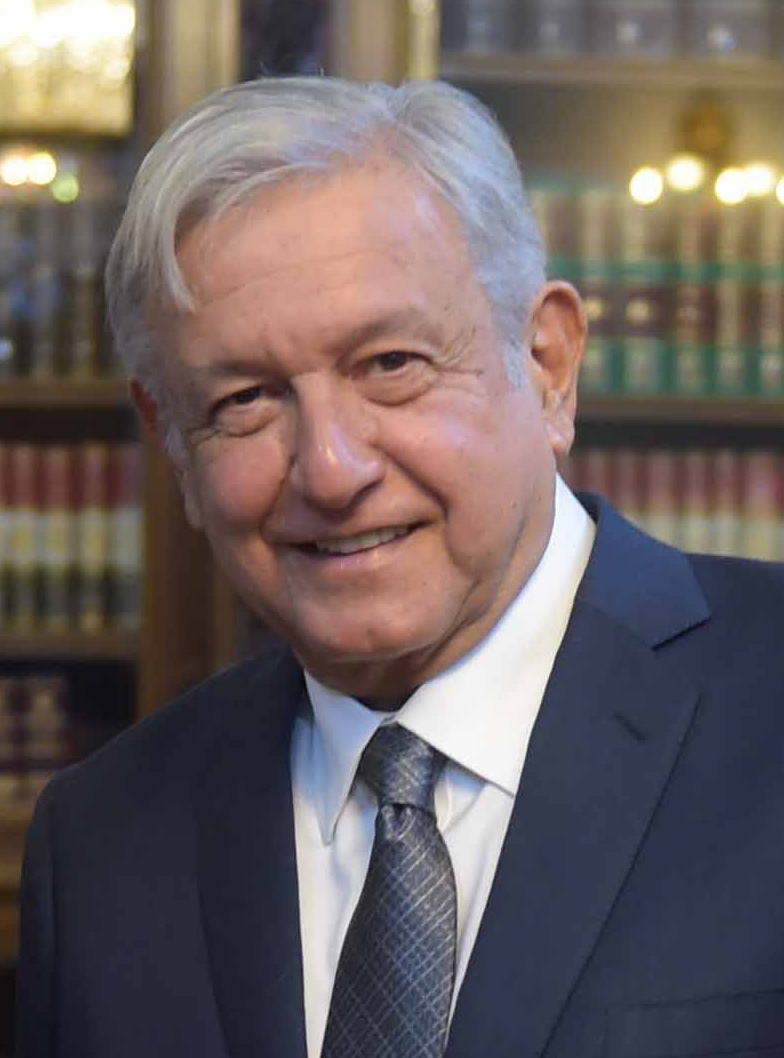
Мексика Андрес Мануэль Лопес Обрадор, Президент
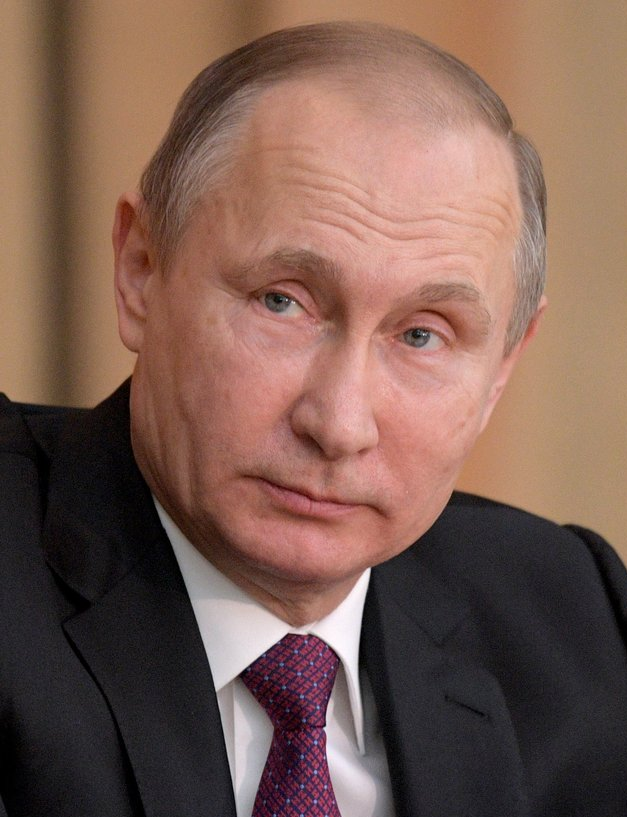
Россия Владимир Путин, Президент
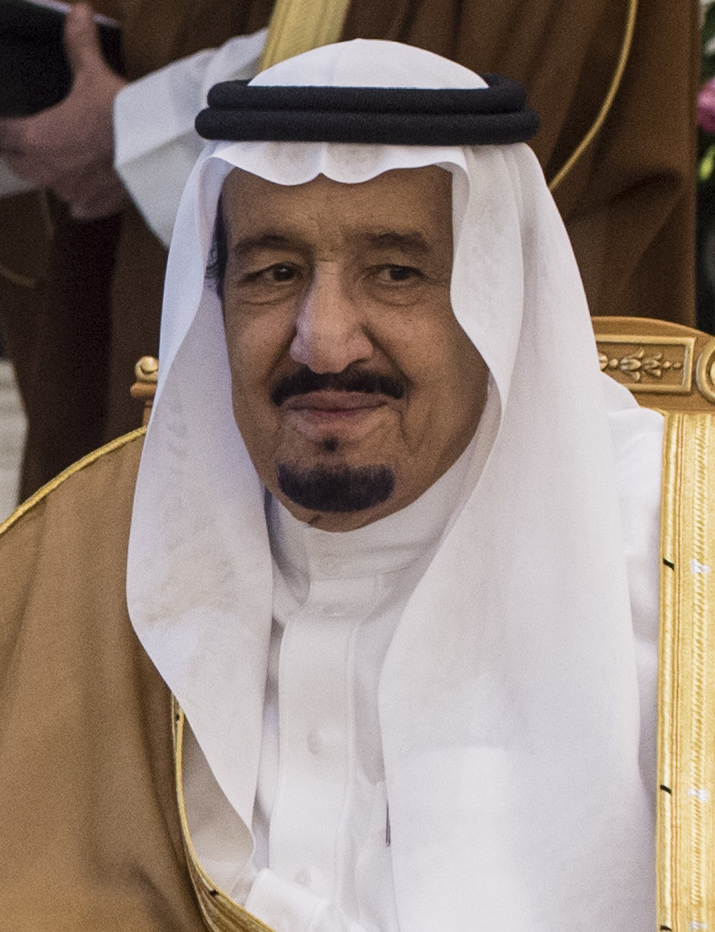
Саудовская Аравия Салман ибн Абдул-Азиз Аль Сауд, Король, Хозяин саммита
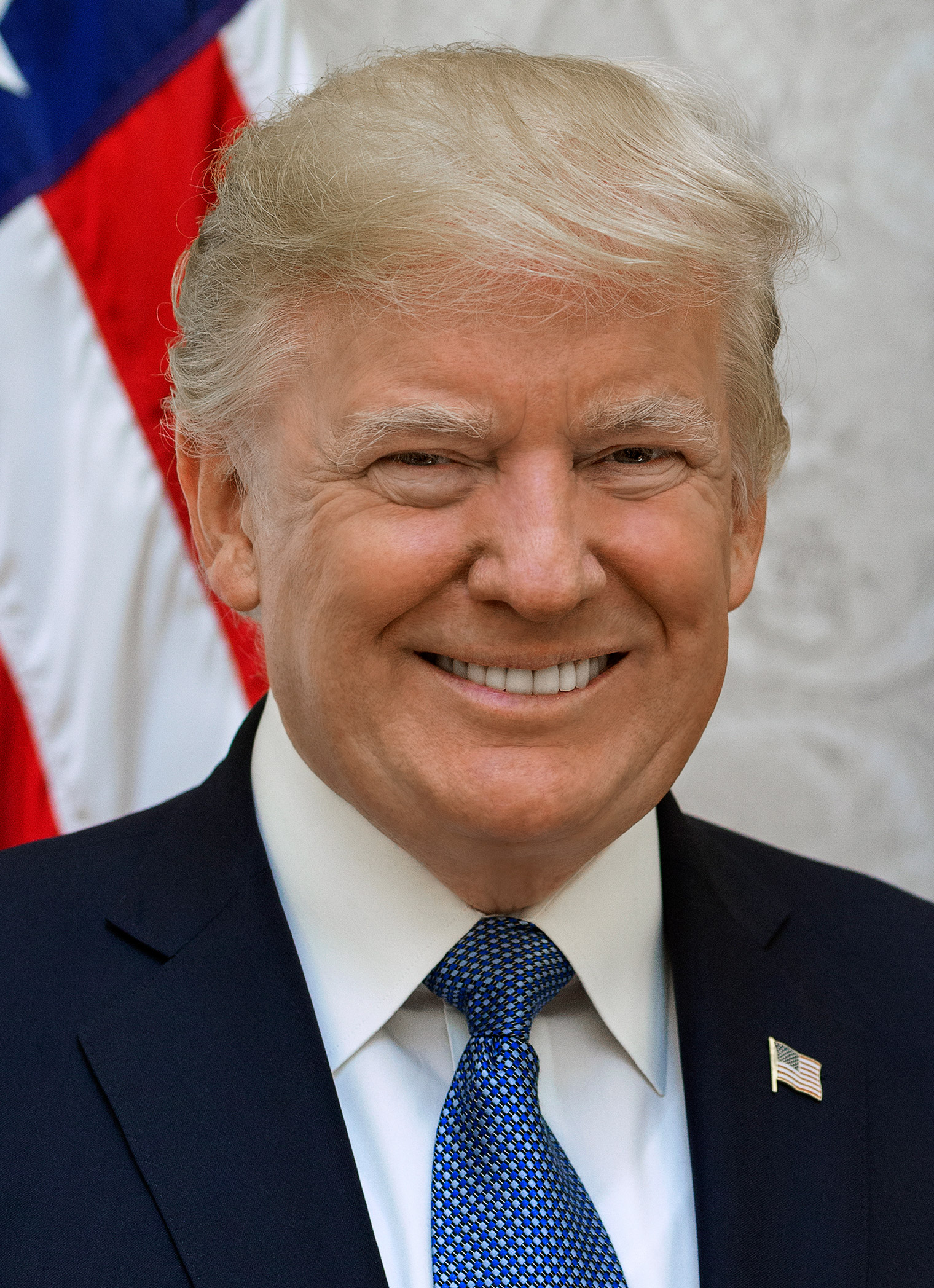
США Дональд Трамп, Президент
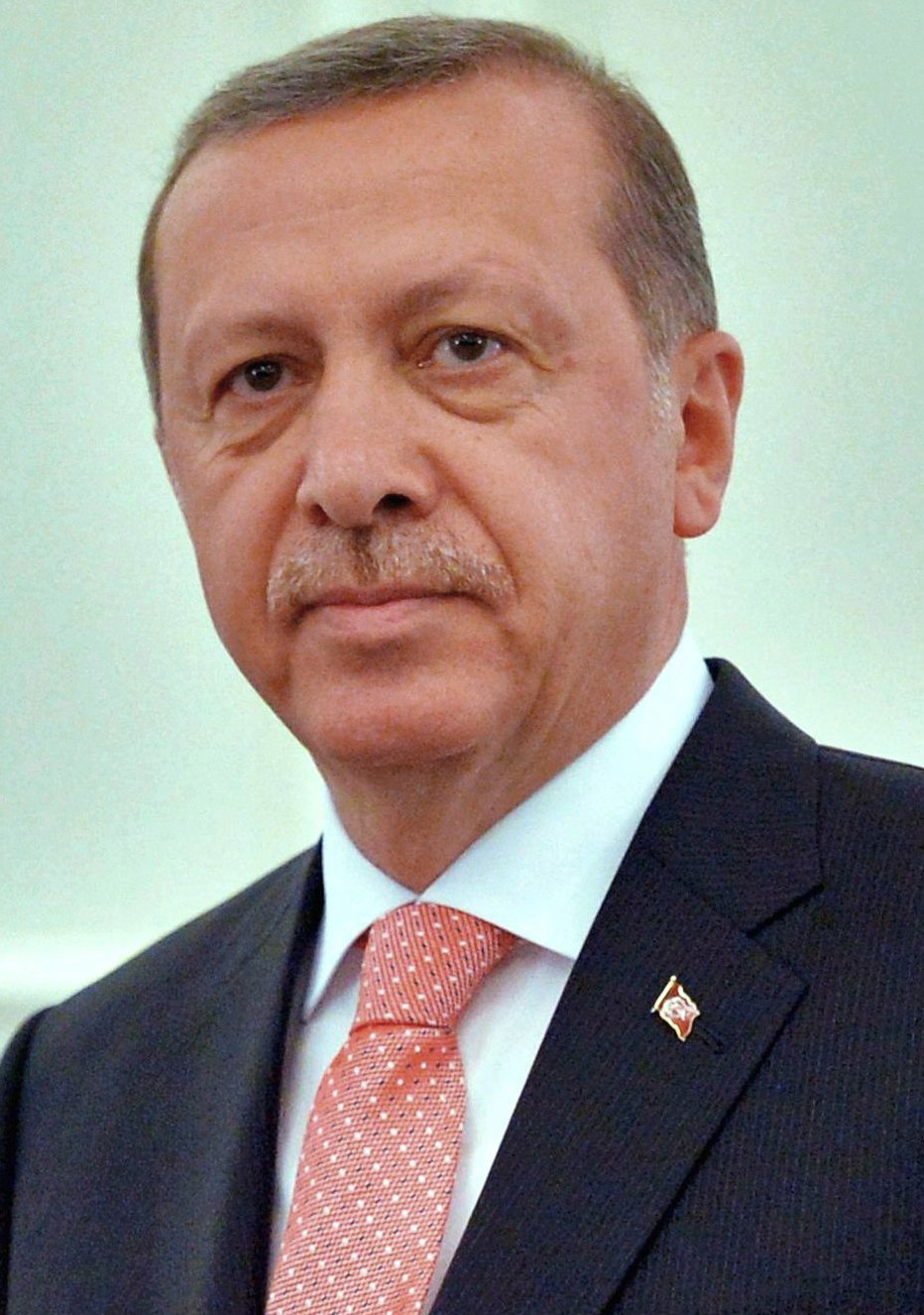
Турция Реджеп Эрдоган, Президент
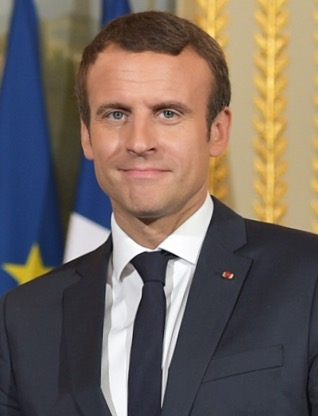
Франция Эмманюэль Макрон, Президент
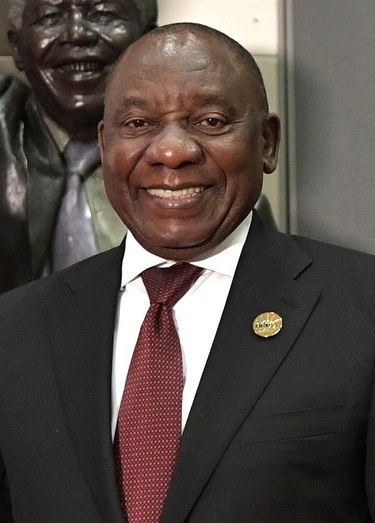
Южно-Африканская Республика Сирил Рамафоса, Президент, Председатель Африканского союза
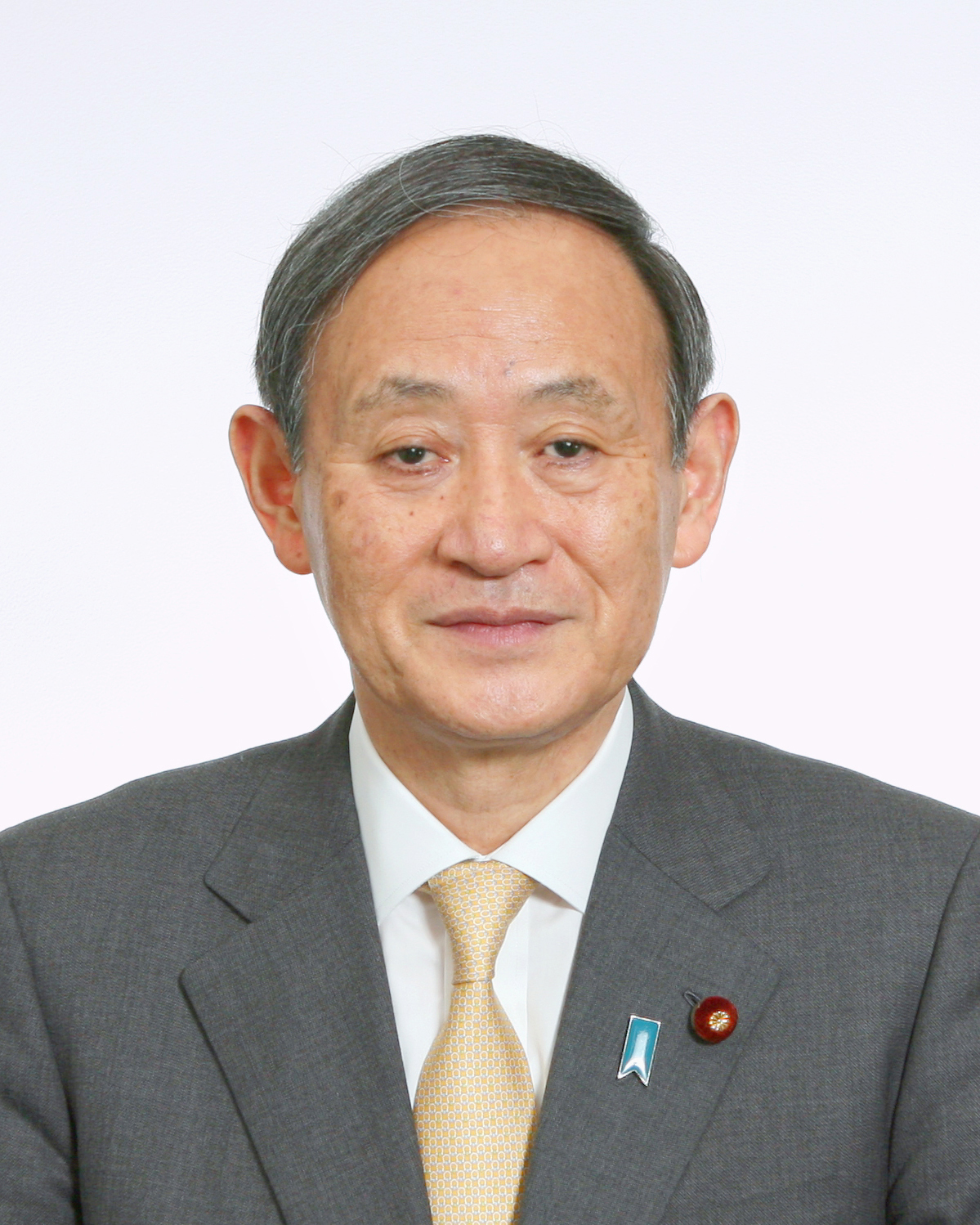
Япония Ёсихидэ Суга, Премьер-министр
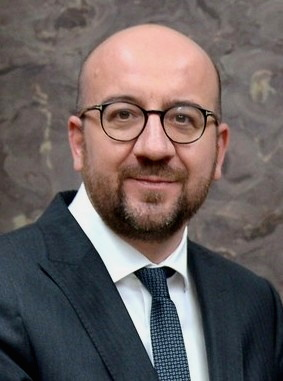
Шарль Мишель, Председатель Европейского совета
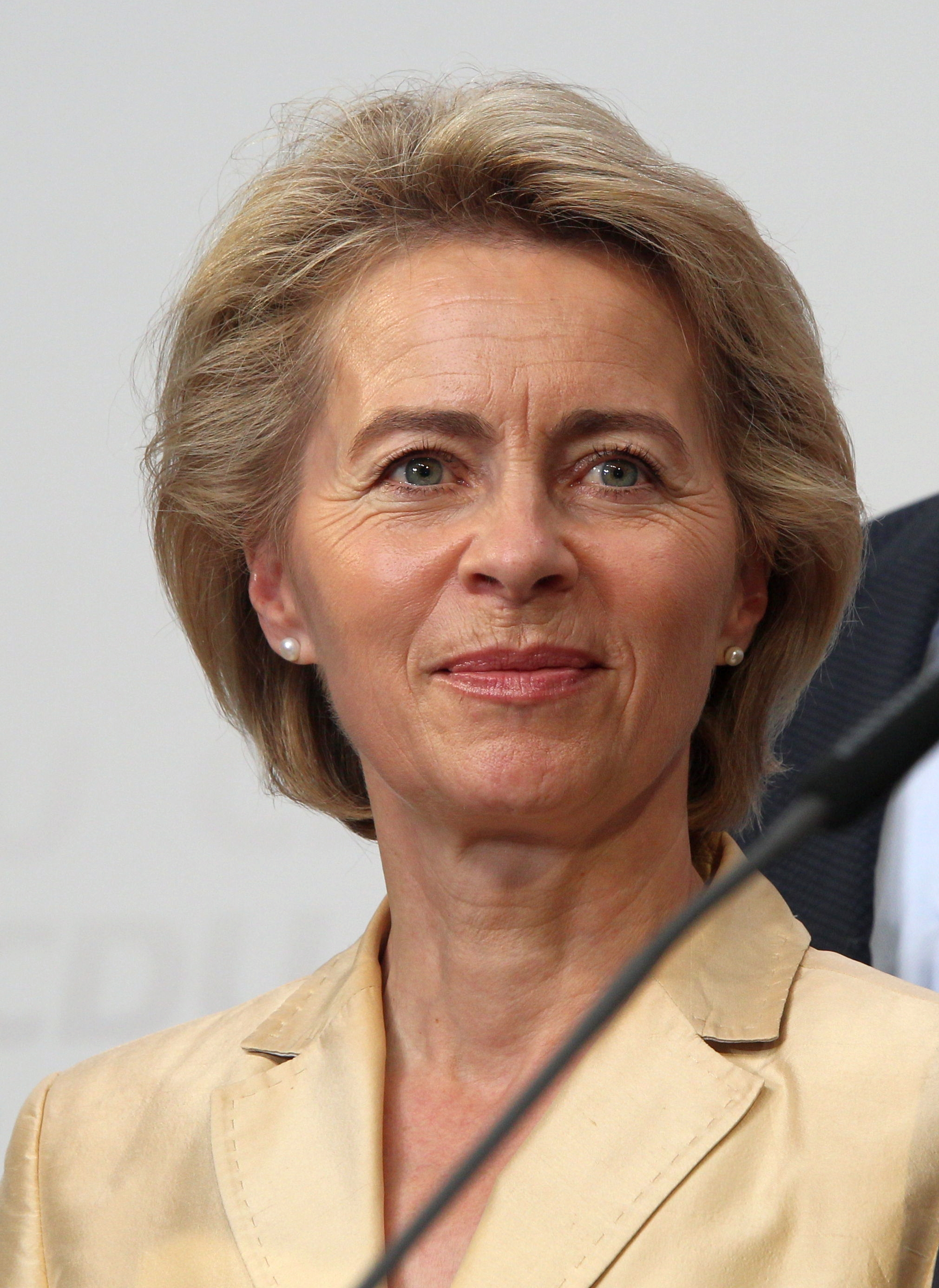
Урсула фон дер Ляйен, Председатель Европейской комиссии

### Приглашены в качестве гостей

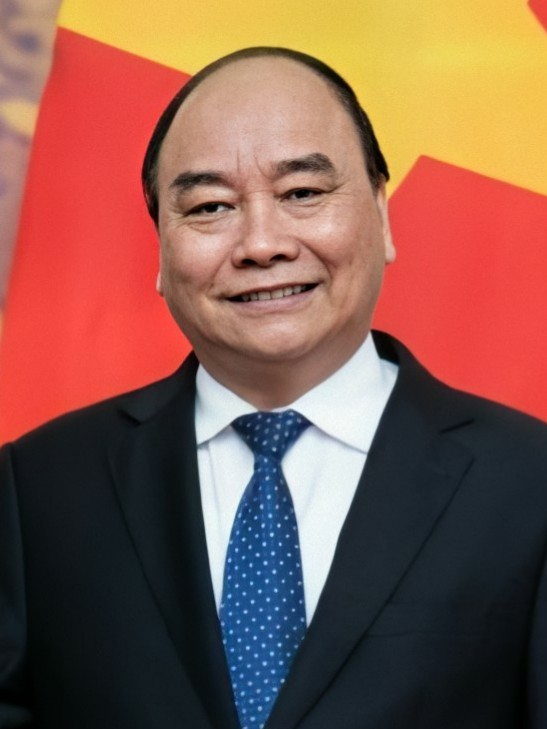
VNM Нгуен Суан Фук, Премьер-министр, Председатель АСЕАН
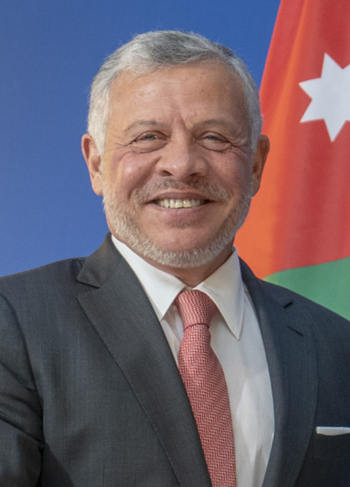
JOR Абдалла II, Король, Приглашённый гость
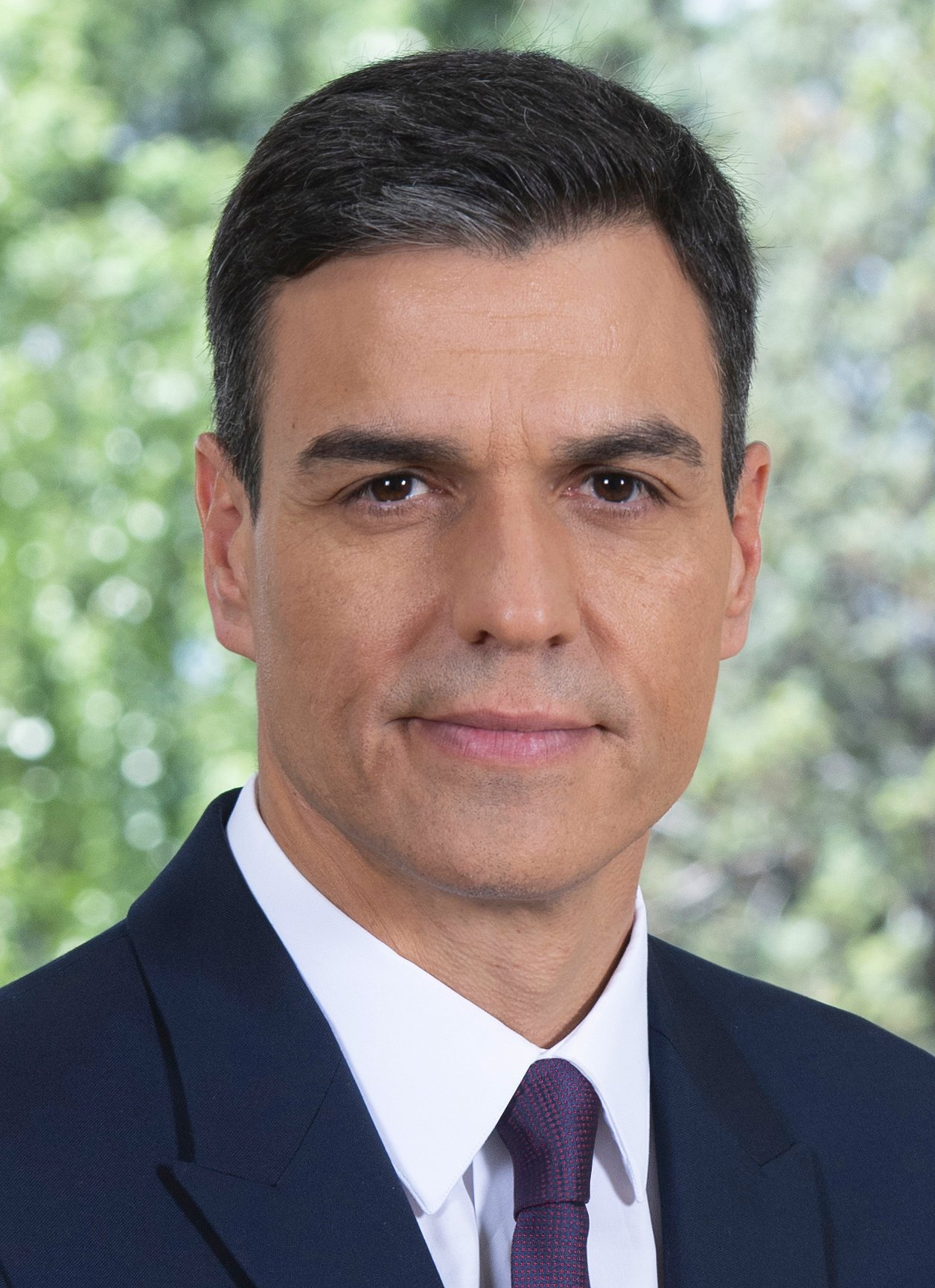
ESP Педро Санчес, Председатель правительства Постоянный приглашённый гость
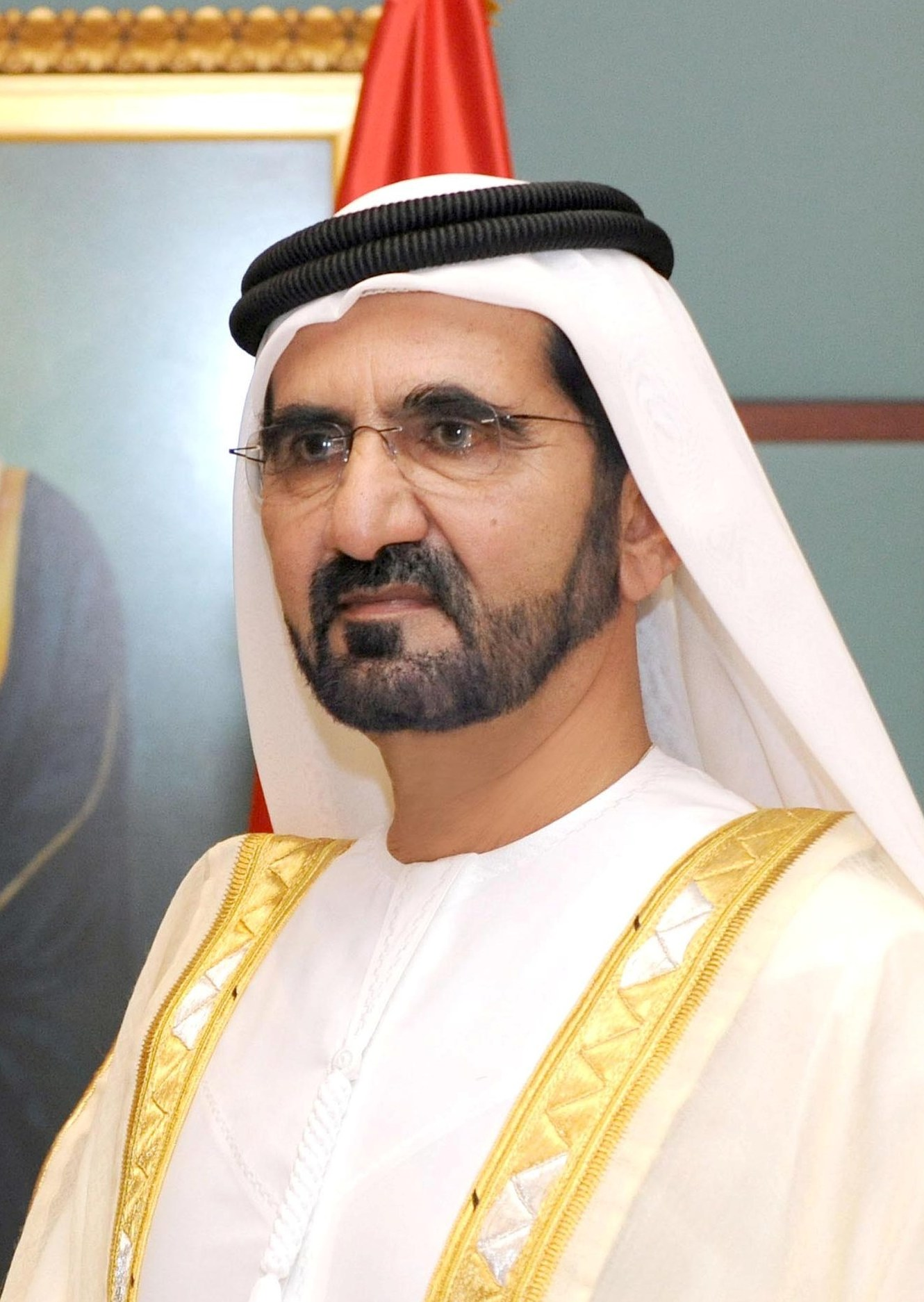
UAE Мохаммед ибн Рашид Аль Мактум, Вице-президент и Премьер-министр Председатель ССАГПЗ
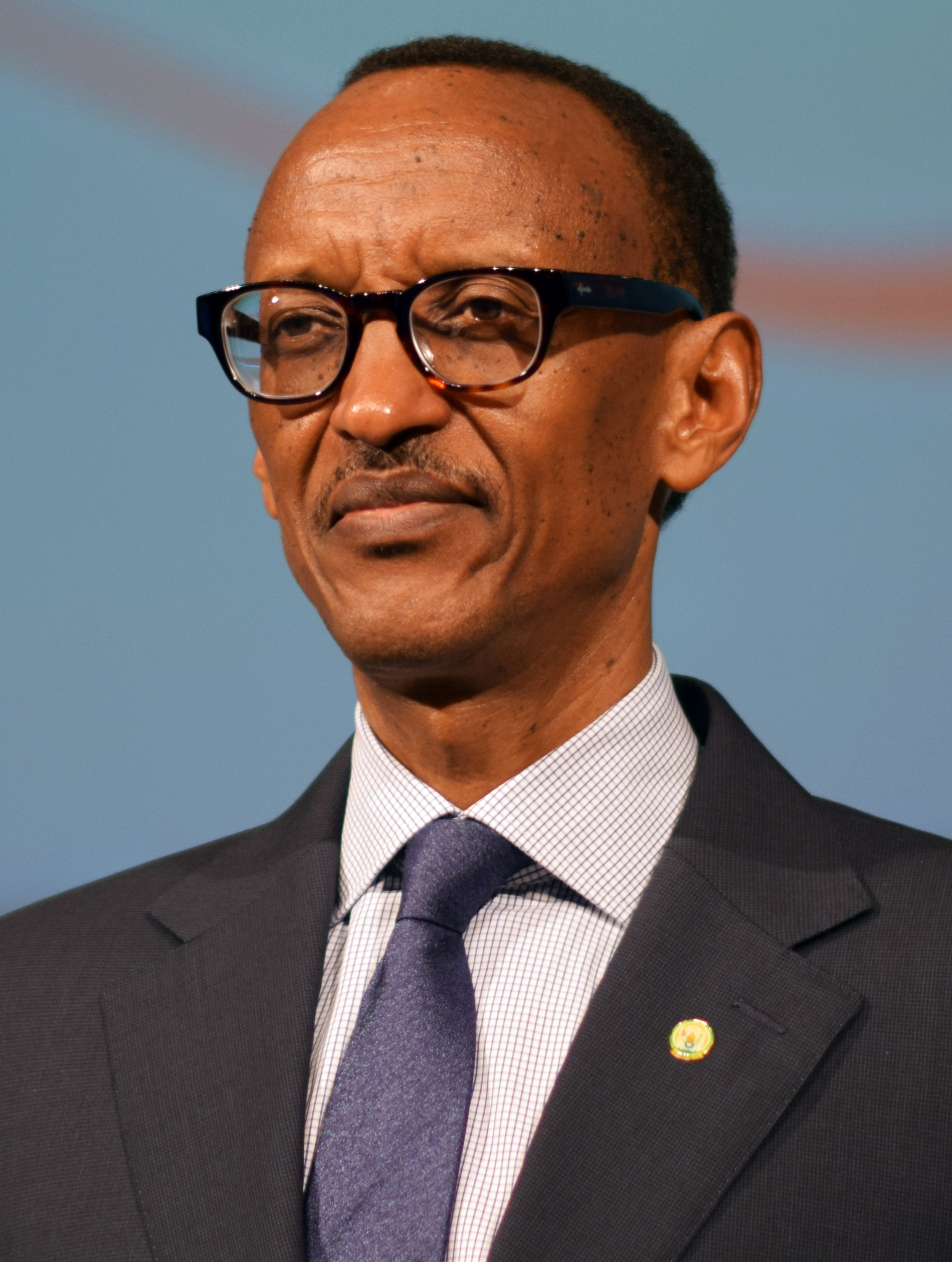
RWA Поль Кагаме, Президент, Председатель НЕПАД
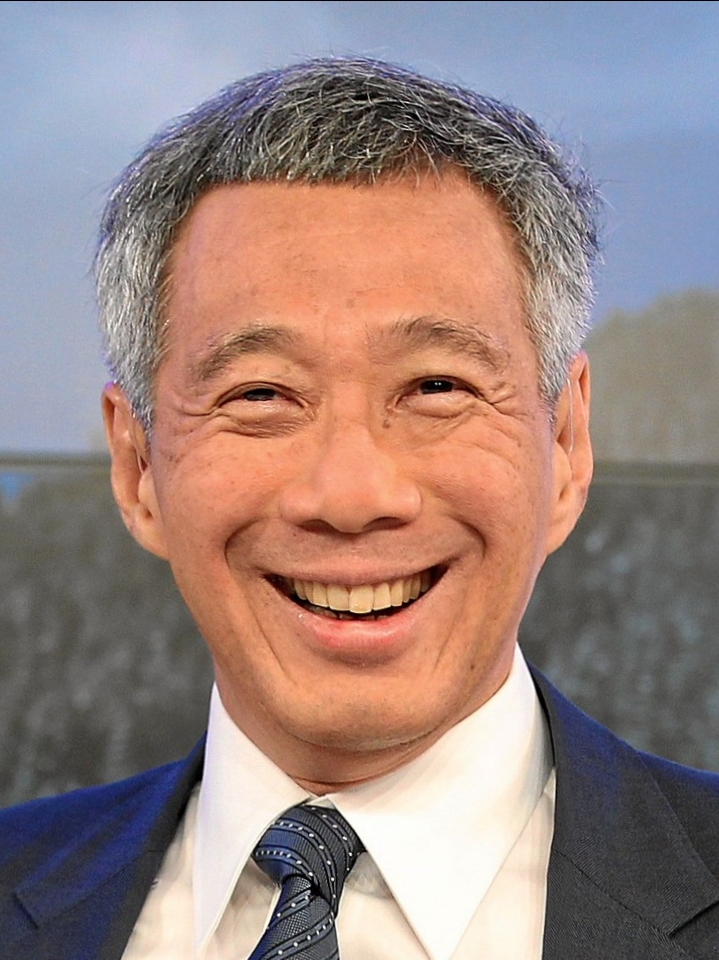
SGP Ли Сянлун, Премьер-министр Приглашённый гость
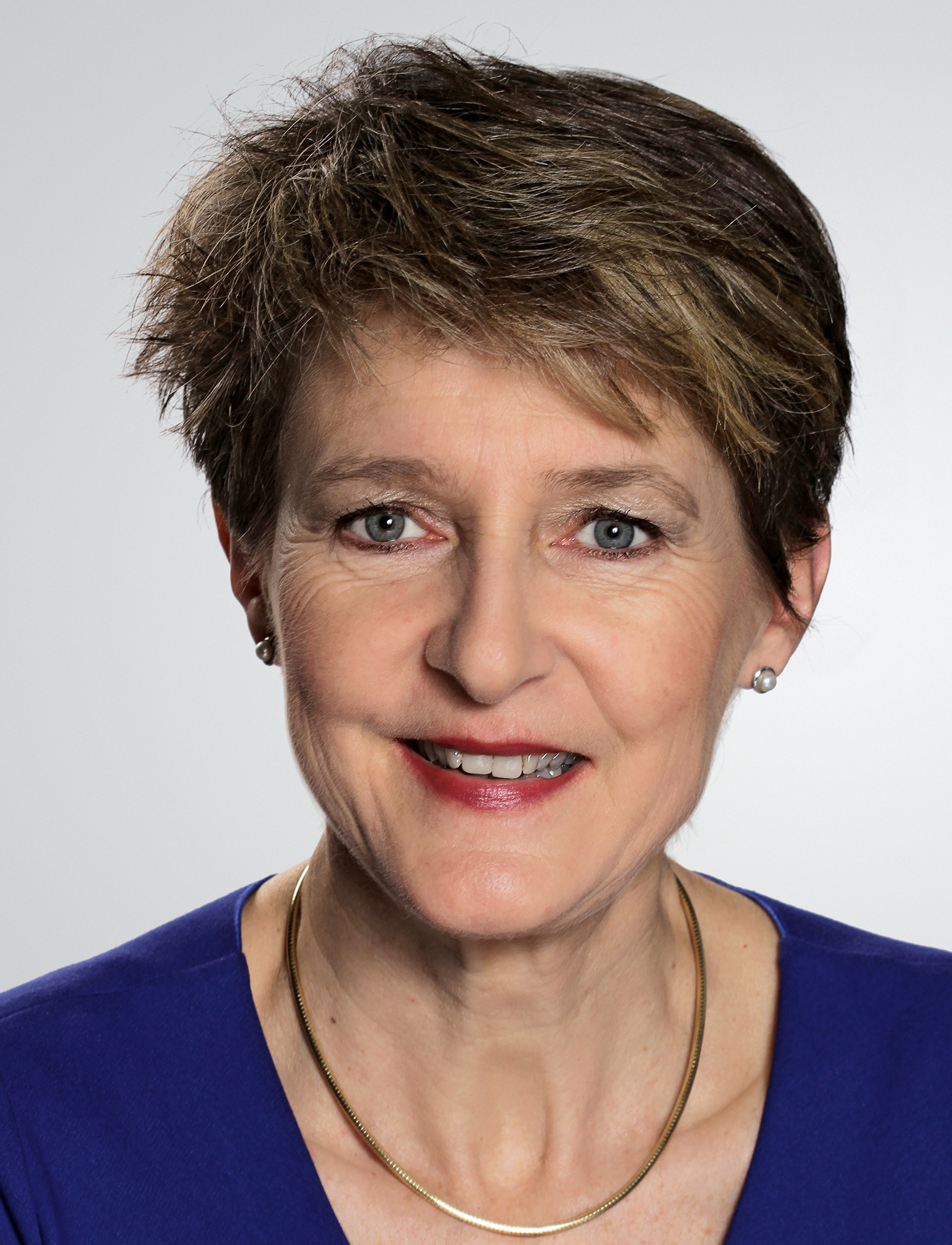
CHE Симонетта Соммаруга, Президент Приглашённый гость

- Вьетнам
Нгуен Суан Фук, Премьер-министр, Председатель АСЕАН
- Иордания
Абдалла II, Король, Приглашённый гость
- Испания
Педро Санчес, Председатель правительства
 Постоянный приглашённый гость
- ОАЭ
Мохаммед ибн Рашид Аль Мактум, Вице-президент и Премьер-министр
Председатель ССАГПЗ
- Руанда
Поль Кагаме, Президент,  Председатель НЕПАД
- Сингапур
Ли Сянлун, Премьер-министр
Приглашённый гость
- Швейцария
Симонетта Соммаруга, Президент
Приглашённый гость

## Председательство
Саммит G20 в Эр-Рияде прошёл под председательством короля Саудовской Аравии Салмана ибн Абдул-Азиз Аль Сауда.
Королевство Саудовская Аравия вступило в председательство в G20 в декабре 2019 года, что привело к саммиту лидеров, который состоялся в Эр-Рияде 21—22 ноября 2020 года. Государство руководило работой G20 в рамках темы «Реализация возможностей 21-го века для всех» и сосредоточилось на трёх целях:
- Расширение прав и возможностей людей путём создания условий, в которых все люди – особенно женщины и молодежь – могут жить, работать и процветать.
- Защита планеты: путём содействия коллективным усилиям по защите нашего глобального достояния.
- Формирование новых границ: путём принятия долгосрочных и смелых стратегий для совместного использования преимуществ инноваций и технологического прогресса.

В ознаменование председательства в G20 Саудовская Аравия выпустила памятную банкноту в 20 риалов.

## Первая встреча Шерпов
Заседание проходило под председательством Его Превосходительства д-ра Фахада Альмубарака, саудовского шерпа, который уточнил: «Группа двадцати несёт ответственность перед миром за преодоление текущих и возникающих проблем, совместное решение глобальных проблем и за то, чтобы сделать мир лучше для всех».

## Побочные события
В рамках саммита Саудовская Аравия организовала подготовительные министерские встречи, а также другие встречи высокопоставленных правительственных чиновников и представителей частного сектора и неправительственных организаций.

## Экстренное совещание
26 марта 2020 года члены G20 провели экстренный саммит в режиме видеоконференции, сохраняя социальную дистанцию в условиях пандемии COVID-19, чтобы спланировать скоординированные глобальные ответные меры против пандемии COVID-19. Под председательством короля Саудовской Аравии Салмана, который председательствовал на саммите G20 в 2020 году, встреча была направлена на поиск путей решения экономических последствий вируса для мировой экономики, когда люди теряют работу и доходы из-за закрытых помещений и комендантского часа, введённых по всему миру.
Правозащитная организация Amnesty International выразила разочарование тем, что на чрезвычайном саммите не были представлены планы действий, соответствующие правам человека. Организация выдвинула ряд требований, таких как переход к экономике с нулевым уровнем выбросов углерода, гарантия доступа к информации для всех, полностью интегрированные планы с учётом гендерных аспектов. Кроме того, НПО также потребовала освободить, по возможности, лиц, находящихся в предварительном заключении, и узников совести, таких как Раиф Бадави, Люджейн аль-Хазлюль и Самар Бадави из Саудовской Аравии, чтобы предотвратить переполненность тюрем и потенциальное распространение коронавируса из-за их низкого иммунитета.

## Историческая справка
Первое участие Саудовской Аравии во встречах G20 состоялось в 2008 году на саммите в Вашингтоне. К тому времени, когда мир страдал от глобального кризиса, Саудовская Аравия занимала десятое место в мире по размеру суверенного фонда благосостояния и второе место по запасам нефти. Первоначально вступление Саудовской Аравии в G20 было обусловлено её экономической значимостью как эффективной ценообразующей силы на энергетическом рынке.
Этот саммит G20 стал единственным для временного премьер-министра Японии Ëсихидэ Суги, первым для нового президента Аргентины Альберто Фернандеса и последним для президента США Дональда Трампа, поскольку в ноябре 2020 года он проиграл выборы Джо Байдену.

## Разногласия
7 октября 2020 года Европейский парламент опубликовал резолюцию, осуждающую нарушения прав человека в Саудовской Аравии. В резолюции, принятой депутатами Европейского парламента, говорится о жестоком обращении Королевства с мигрантами из Эфиопии, которые были брошены хуситами в Йемене, а затем задержаны саудовскими властями. Европарламентарии также раскритиковали страну за содержание в заключении женщин и других правозащитников и призвали членов Европейского союза снизить уровень своего дипломатического и институционального представительства на саммите G20 в Эр-Рияде.
В рамках саммита Группы двадцати (G20) в Эр-Рияде Саудовская Аравия планировала провести мероприятие B20, за что подверглась критике со стороны правозащитных групп и продемократических активистов из-за обращения с женщинами в стране. Активисты призвали дипломатов, политиков и компании «голубых фишек», такие как HSBC, MasterCard и PepsiCo, бойкотировать деловое мероприятие и заявили, что настоящие творцы перемен в Саудовской Аравии находятся за решёткой, постоянно сталкиваясь с жестоким обращением в тюремных камерах, включая удары током, порку и сексуальное насилие.
В ноябре 2020 года государственный секретарь по иностранным делам, делам Содружества и развития Доминик Рааб получил призывы бойкотировать саммит G20 в Саудовской Аравии из-за ужасающих показателей Королевства в области прав человека и недавних попыток изгнать племя бедуинов с их земли, чтобы освободить место для своего будущего футуристического мегаполиса Неом.